# 新竹市消防博物館
新竹市消防博物館，為臺灣新竹市的一座消防博物館，館舍興建於1936年，原本是新竹市消防局本部，主體建築由六層樓的鐘樓與二層樓的辦公室組成。

## 簡介
臺灣日治時期，該建築是全新竹市最高的建築。而在改為消防博物館之後，新竹市消防局仍有新竹市中山分隊留駐。在新竹市消防博物館調查研究計畫中指出1942年8月16日的“台灣日日新報”中報導新竹消防組新詰所竣工。當時的詰所即是當今駐紮地的意思。今日的新竹市消防博物館的前身就是新竹消防組新詰所，所以可得知此建物的實際完工日期應為1942年。目前館內珍藏1975年許金德先生出資的金德號消防司令車、日治時代手推式脕用唧筒消防車、竹東消防隊的最早警鐘及百年警鐘等文物。館內有望樓傳聲筒、地震體驗室及濃煙體驗室等設施。在消防博物館外有一口古井，由於此井水量並不充足，所以就算是以前的消防隊員也不會使用，而會至火點附近水源更充沛處取用。

## 沿革
1918年，佐善一郎在新竹郡役所附近設立了消防組，為一日式平房。由於空間不足，1936年，由新竹州營繕課官畫了六層樓的瞭望塔與辦公室，為現代主義建築風格的建築。新竹消防詰所(新竹市消防博物館)於1942年落成。本建物建於二戰期間，因此其中的望樓所建立的主要目的為防空，次要目的才是防災。戰後，本建築沿用作為新竹市消防局本部。1999年新竹市消防局大樓完工後，此處移交新竹市消防局中山分隊使用，而原日治時期的建築則作為新竹市消防博物館。2000年新竹市消防局局長廖茂為在市長蔡仁堅的支持下編列預算成立消防博物館，並於2006年6月7日開館啟用。目前的濃煙體驗室為以前隊員所使用的澡堂。